# Maglaj
Maglaj (en cyrillique : Маглај) est une ville et une municipalité de Bosnie-Herzégovine située dans le canton de Zenica-Doboj et dans la fédération de Bosnie-et-Herzégovine. Selon les premiers résultats du recensement bosnien de 2013, la ville intra muros compte 6 438 habitants et la municipalité 24 980.

## Géographie
Maglaj se trouve sur les rives de la rivière Bosna, à 20 km au sud de la ville de Doboj. La municipalité de Maglaj est entourée par celles de Tešanj et Petrovo au nord, Teslić à l'ouest, Žepče et Zavidovići au sud et Lukavac à l'est.

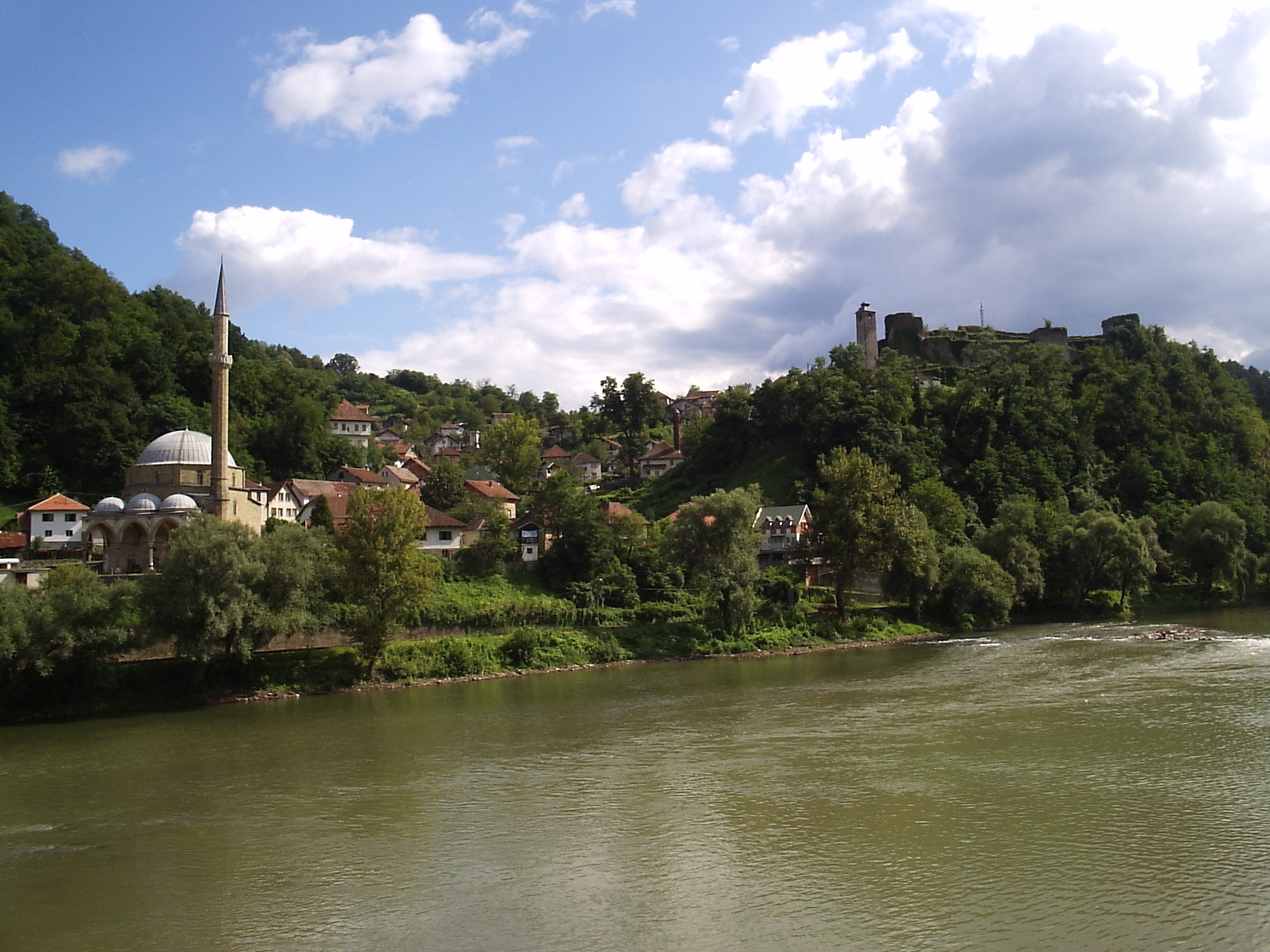
Vue de Maglaj depuis la Bosna, avec la mosquée de Jusuf-pacha (à gauche) et la forteresse (à droite)

## Histoire

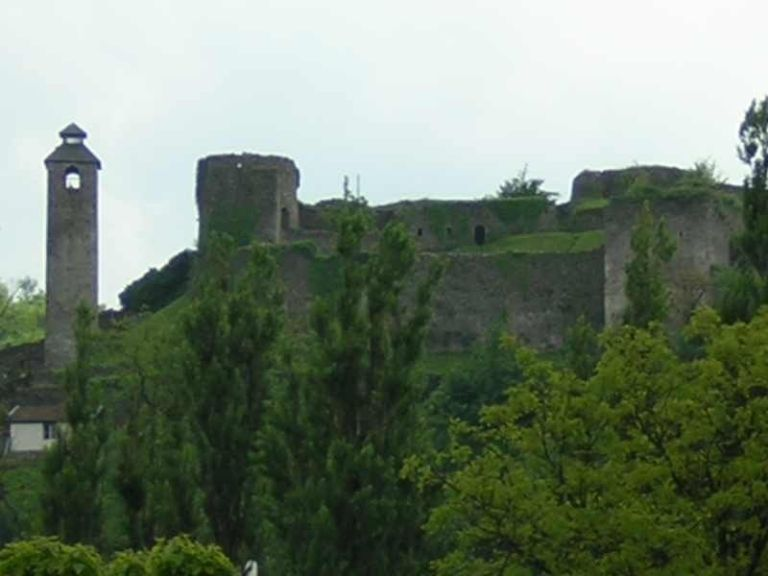
La forteresse de Maglaj

Lors de l'occupation militaire de la Bosnie-Herzégovine par l'Autriche-Hongrie en 1878, le 3 août, des hussards sont pris en embuscade près de Maglaj sur la Bosna, poussant le général Josip Filipović (en) à instituer la loi martiale.
Après la guerre de Bosnie-Herzégovine et à la suite des accords de Dayton (1995), la plus grande partie de la municipalité de Maglaj a été rattachée à la fédération de Bosnie-et-Herzégovine ; en revanche, une partie de son territoire a été rattachée à la république serbe de Bosnie.
En 2001, quelques villages ont été intégrés dans la municipalité de Žepče, qui, comme Maglaj, fait partie de la Fédération de Bosnie-et-Herzégovine.

## Localités

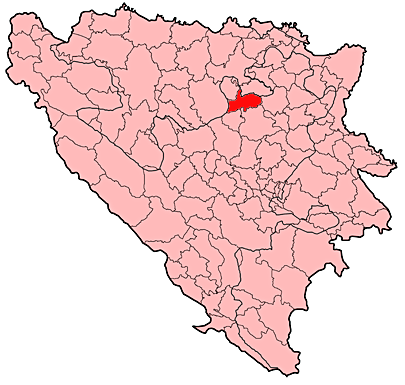
Localisation de la municipalité de Maglaj en Bosnie-Herzégovine

La municipalité de Maglaj compte 40 localités :
| - Bakotić - Bijela Ploča - Bradići Donji - Bradići Gornji - Brezici - Brezove Dane - Brusnica - Čobe - Domislica - Donja Bočinja | - Donja Bukovica - Donji Rakovac - Donji Ulišnjak - Galovac - Gornja Bočinja - Gornja Bukovica - Gornji Rakovac - Gornji Ulišnjak - Jablanica - Kamenica | - Kopice - Kosova - Krsno Polje - Liješnica - Lugovi - Maglaj - Misurići - Mladoševica - Moševac - Novi Šeher | - Oruče - Ošve - Parnica - Poljice - Radojčići - Rajnovo Brdo - Ravna - Straište - Strupina - Tujnica |

## Démographie

### Villeintra muros

#### Évolution historique de la population dans la villeintra muros
| 1948 | 1953 | 1961  | 1971  | 1981  | 1991  | 2013  |
| ---- | ---- | ----- | ----- | ----- | ----- | ----- |
| -    | -    | 4 556 | 5 952 | 6 913 | 7 957 | 6 438 |

|  |

### Municipalité

#### Évolution historique de la population dans la municipalité
| 1961   | 1971   | 1981   | 1991   | 2013   |
| ------ | ------ | ------ | ------ | ------ |
| 32 944 | 37 587 | 42 160 | 43 388 | 24 980 |

#### Répartition de la population dans la municipalité (1991)
En 1991, sur un total de 43 388 habitants, la population se répartissait de la manière suivante :

## Politique
À la suite des élections locales de 2012, les 25 sièges de l'assemblée municipale se répartissaient de la manière suivante :
| Parti                                                               | Sièges |
| ------------------------------------------------------------------- | ------ |
| Parti d'action démocratique (SDA)                                   | 11     |
| Parti social-démocrate (SDP)                                        | 8      |
| Alliance pour un meilleur avenir de la Bosnie-Herzégovine (SBB BiH) | 2      |
| Parti des retraités pensionnés de Bosnie-Herzégovine (SPU BiH)      | 1      |
| Union démocratique croate de Bosnie-Herzégovine (HDZ BiH)           | 1      |
| Parti populaire pour l'amélioration par le travail (Za boljitak)    | 1      |
| Parti pour la Bosnie-Herzégovine (SBiH)                             | 1      |

Mehmed Mustabašić, membre du Parti d'action démocratique (SDA), a été réélu maire de la municipalité,.

## Tourisme

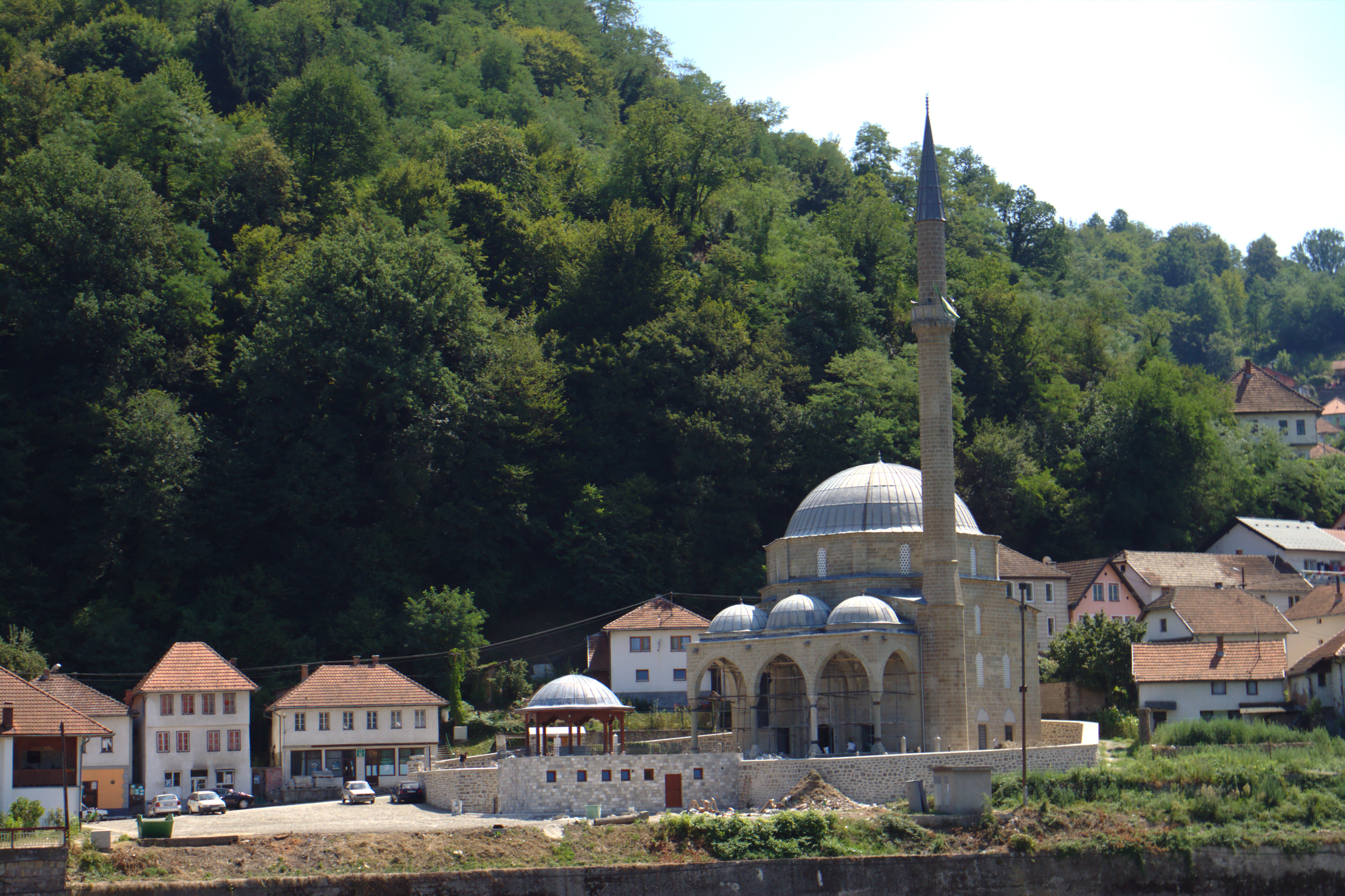
La mosquée de Jusuf-pacha, 1560
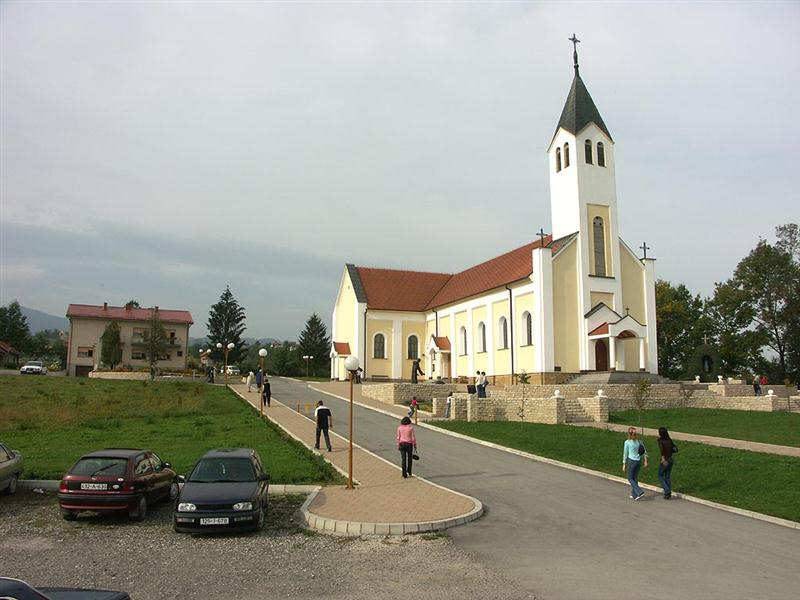
L'église catholique Saint-Élie de Novi Šeher, 1923-1925
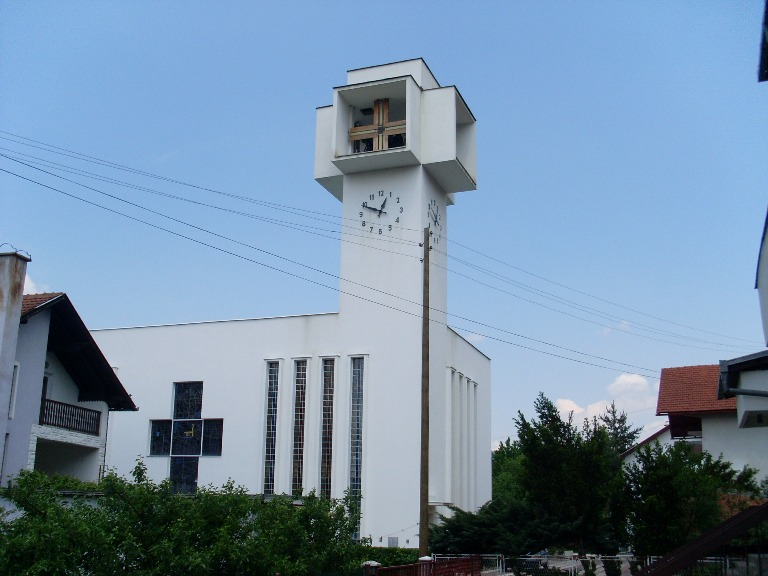
L'église catholique Saint-Leopold-Mandić, 1977-1979

## Personnalités
- Bahrudin Bato Čengić
- Ahmed Bosnić, romancier, journaliste
- Adnan Hajrulahović Haad, dessinateur de mode
- Salim Obralić (né en 1945), peintre
- Edhem Mulabdić (1862-1954), écrivain
- Medina Džanbegović (née en 1968), écrivaine
- Alma Čardžić (née en 1968), chanteuse
- Prvi ples (Osmijeh jutru), groupe de musique
- Midhat Topić, musicien
- Šemsa Suljaković (née en 1951), chanteuse
- Senad Mahmić, peintre
- Goran Panić, designer
- Miralem Galijašević, homme politique
- Emil Mulahalilovic - Braco, entraîneur de basket-ball
- Adi Mulabegović, caricaturiste
- Vjekoslav Bojat, designer